# Болшвајл
Болшвајл (њем. Bollschweil) општина је у њемачкој савезној држави Баден-Виртемберг. Једно је од 50 општинских средишта округа Брајсгау-Хохшварцвалд. Према процјени из 2010. у општини је живјело 2.272 становника. Посједује регионалну шифру (AGS) 8315014.

## Географски и демографски подаци
Болшвајл се налази у савезној држави Баден-Виртемберг у округу Брајсгау-Хохшварцвалд. Општина се налази на надморској висини од 328 метара. Површина општине износи 16,4 km². У самом мјесту је, према процјени из 2010. године, живјело 2.272 становника. Просјечна густина становништва износи 138 становника/km².

## Међународна сарадња
| Мјесто  | Држава    | Врста сарадње | Од    |
| ------- | --------- | ------------- | ----- |
| Берстет | Француска | партнерство   | 1991. |
| Извор   |           |               |       |